# Орден інфанта Енріке
Орден Інфанта дона Енріке (Орден Генріха Мореплавця, порт. Ordem do Infante Dom Henrique) — національний лицарський орден Португалії.

## Історія
Орден було започатковано 2 червня 1960 року на честь святкування п'ятисотріччя смерті інфанта Енріке, більше відомого як Генріх Мореплавець, п'ятого сина короля Жуана I й королеви Філіпи Ланкастерської. У 1962 та 1980 роках до статуту ордена було внесено значні зміни.

## Статут ордена
Орден Інфанта дона Енріке за п'ятьма ступенями надається за заслуги перед Португалією, за поширення португальської культури, її історії та цінностей.
Кількість членів у кожному класі обмежена відповідно до статуту.
Гросмейстером ордена є президент Португалії.
Ініціатива нагородження походить від Президента Португалії чи його міністрів.

## Ступені
- Великий ланцюг (Grande Colar — GColIH)
- Великий хрест (Grã-Cruz — GCIH)
- Гранд-офіцер (Grande-Oficial — GOIH)
- Командор (Comendador — ComIH)
- Офіцер (Oficial — OIH)
- Кавалер / дама (Cavaleiro / Dama — CavIH / DamIH)
- Золота медаль (Medalha de Ouro — MedOIH)
- Срібна медаль (Medalha de Prata — MedPIH)

## Знаки ордена
Знак ордена є золотим лапчастим хрестом червоної емалі.
Ступеням Великого хреста і Гранд-офіцера належить зірка ордена. Зірка є дев'ятикінцевою зіркою, між зубцями якої розташовано по п'ять променів різної довжини. В центрі зірки в колі білої емалі — єрусалимський хрест червоної емалі. Коло оточено чорною каймою з девізом ордена золотими літерами «Talant de bie~ faire» і лавровим вінцем.
Стрічка ордена муарова з трьома вертикальними смугами — синьою, білою та чорною.